# Хьюм, Джордж Бэзил
Джордж Бэзил Хьюм (англ. George Basil Hume; 2 марта 1923, Ньюкасл-апон-Тайн, Великобритания — 17 июня 1999, Лондон, Великобритания) — английский кардинал. Архиепископ Вестминстера с 9 февраля 1976 по 17 июня 1999. Кардинал-священник с титулом церкви Сан-Сильвестро-ин-Капите с 24 мая 1976.

## Биография
Необыкновенно популярный архиепископ Вестминстера, один из самых почитаемых общественных фигур Англии, кардинал Хьюм сумел укрепить репутацию католической церкви в Англии и Уэльсе и сделать её более современной, чем она была во времена Реформации.
С 1952 года Бэзил Хьюм был старшим преподавателем в Эмплфорте, а в 1955 — 1963 годах заведовал пансионом в своей старой школе «Сент-Беда», затем он был избран аббатом Эмплфортской общины.
В 1984 году кардинал посетил Эфиопию, население которой страдало от голода, и был глубоко потрясён. В 1985 году он стал искать поддержку для Католического фонда по развитию зарубежных стран и пытался оказать давление на министерство иностранных дел, чтобы увеличить срочную помощь и рассмотреть вопрос о списании долгов беднейших стран мира.
Пользуясь всеобщим уважением за свою глубокую духовность, экуменические взгляды и антидогматический подход, кардинал Хьюм занимал особое место в сердцах англичан. Он умер в Лондоне 17 июня 1999 года в возрасте 76 лет.

## Взгляды
Отношение к гомосексуальности:

"быть гомосексуалом не есть морально хорошо или морально плохо; морально плохими являются гомосексуальные половые акты [...] любовь между двумя лицами, будь-то одного пола или разных полов, должна высоко цениться и уважаться"

Поддерживал рукоположение женатых священников, женщин и считал, что нужно упразднить, обязательный для католических священников, обет безбрачия.

## Личная жизнь
По воспоминаниям епископа Джон Кроули:

однажды Хьюм признался, как ему не хватает ощущения быть предметом любви другого человека.  Жизнь, наполненная искренней молитвой, конечно развила в нем гибкость, но это совсем не тот уровень близости отношений, который может быть достигнут, например, в хорошем браке[...]В канун своего первого Рождества в Лондоне, когда все официальные мероприятия закончились, а сотрудники разошлись по домам, к семьям, Хьюм забрался на верхний этаж библиотеки резиденции и плакал, как ребенок, от абсолютного одиночества.

Хьюм находился на должности архиепископа 23 года, и последние несколько лет были омрачены приступами депрессии, т.к. он считал, что занимает должность уже слишком долго. Архиепископ Вестмиинстера, Винсент Николс, который работал вместе с Хьюмом в 1980-х, вспоминает:

с возрастом у него проявлялись обычные человеческие потребности. Иногда он страдал от депрессий и ему не хватало мотивации. Это неизбежно[..]Однажды Хьюм признался, что рад посадке в самолёт, так как, по крайней мере, три часа его никто не сможет его побеспокоить. Однако в полёте кардинал сломал зуб, и провел драгоценные часы с зубной болью.

## Интересные факты
В честь Хьюма назван сорт роз: Роза Кардинал Хьюм (Harkness, 1984).